# Насморк (роман)
«Насморк» (пол. Katar) — философско-детективный роман польского писателя Станислава Лема, изданный в 1976 году. Через два года переведён на русский язык. В 1979 году получил французскую литературную премию «Гран-при детективной литературы».

## Сюжет
Действие происходит в недалёком будущем. Европа пытается найти противоядие от постоянных актов террора, за которыми стоят феминистские и иные политические движения. 
Главный герой — американский астронавт, привлеченный к расследованию серии загадочных смертей в Неаполе. Гибель 12 незнакомых друг с другом иностранных туристов, на первый взгляд, ничем не связана: часть из них совершили самоубийство, причиной других смертей вроде бы стали несчастные случаи. Но тот факт, что накануне гибели у всех жертв отмечались симптомы мании преследования, наводит следствие на мысли о преступном замысле. К тому же у всех жертв обнаруживаются сходные черты: мужской пол, посещение серных ванн, немолодой возраст, прогрессирующее облысение, сенная лихорадка, отсутствие диабета, невладение итальянским...
Подробное расследование ни к чему не привело, и в качестве последней попытки было решено поручить герою повествования полностью и дотошно повторить все известные действия жертв перед их смертью - от каникул в Неаполе и всех лечебных процедур и других известных их там действий, вплоть до посещения парикмахерской, и до смены колеса у машины на обратной дороге в Рим, в надежде на повторение неизвестного "икс фактора".
Это тоже заканчивается ничем. Отправляясь с неудачей в Париж, он оказывается  прямо в центре  очередного террористического акта в аэропорту Рима, но ему удается спастись.
Оказывается, что интерес Франции вызван тем, что она разрабатывала боевое психотропное вещество с идентичными симптомами, но там требовались огромные дозы чтобы добиться хоть какого нибудь эффекта. Именно это и было истинной причиной такого широкомасштабного расследования.
Для анализа ситуации привлечены лучшие умы Франции, опять безрезультатно. Разгадку подсказывает отставной инспектор парижской полиции, вспомнивший что жертвой аналогичного случая был хозяин лавки где продавали миндаль. Герой-рассказчик пробует его и вскоре вечером у него тоже начинаются симптомы суицидального расстройства, аналогичные наблюдавшимся в Неаполе...
В итоге выясняется, что причиной смертей стала случайная комбинация многих (по отдельности безвредных) химических веществ, оказавшихся в организме - средство от облысения, лекарство от сезонной аллергии, активные вещества из воды в ваннах... В результате в организме вырабатывалось то самое вещество, а жареный миндаль служил катализатором, вызывая кошмары и временное помешательство, кончавшееся непреодолимой тягой к суициду. Причиной всего, в конечном итоге, оказался заурядный насморк.
Так проявлялся "закон больших чисел" - при повторении попыток достаточно большое число раз, в конце концов происходит стечение обстоятельств, и даже самое маловероятное становится возможным.

## Критика
Формально роман может быть отнесён к детективному жанру, однако усложнён элементами других жанров. По сути это философский роман, поскольку детективный сюжет лишь иллюстрирует проблемы логики, случайности, ограниченности человеческого знания.
Детективный жанр, традиционно служивший идеологии  просвещения и внушавший читателям уверенность во всемогущество Разума, переосмысливается Лемом — вслед за Борхесом («Смерть и буссоль», 1942), — в совершенно ином ключе: чтобы передать ограниченность человеческого рассудка при столкновении с беспредельной сложностью реальности. Наряду с более ранним «Следствием» этот роман отражает интерес Лема к тому, что он называл философией случая.